# Natur & Kulturs populärvetenskapliga pris
Ej att förväxla med Natur & Kulturs populärvetenskapliga arbetsstipendium
Natur & Kulturs populärvetenskapliga pris eller populärvetenskapliga priset är ett svenskt pris som delas ut årligen av bokförlaget Natur & Kultur. Priset, som instiftades 2017, går till  en person som på svenska framgångsrikt spridit aktuell forskning till en bred allmänhet. Priset kan ges till en forskare, författare eller journalist som under det senaste året populariserat vetenskap inom områdena människa, samhälle, bildning och hälsa. År 2023 var prissumman 250 000 kronor.

## Pristagare
- 2017 – Mårten Schultz
- 2018 – Maria Gunther
- 2019 – Åsa Wikforss
- 2020 – Maja Hagerman
- 2021 – Johan Rockström
- 2022 – Viktor Hariz
- 2023 – Amat Levin